# Eupithecia taylorata
Eupithecia taylorata là một loài bướm đêm trong họ Geometridae.